# Velebitska degenija
Velebitska degenija (degenija, lat. Degenia velebitica) endemska je biljka iz porodice Brassicaceae. Najrjeđa je biljka u Hrvatskoj i strogo zaštićena vrsta. Simbol je Velebita i Hrvatske; nalazila se na naličju kovanice od 50 lipa. 

## Rasprostranjenost
Izuzetno rijetka endemska biljka, koja se pojavljuje na velebitskim planinskim točilima, ali i u pukotinama stijena. Dosad je pronađena samo na tri mjesta. Dva su na južnom Velebitu, Krug i Kuka plana ili Pavelić plana nad Šugarskom dulibom. Treće je nalazište na srednjem Velebitu, obronak Solin, kod Budakova brda. To su prirodna nalazišta, odakle je presađena i na neka druga mjesta poput Meterološke postaje Zavižan.

## Izgled
Velebitska degenija nježna je i skromna niska trajnica. Stabljika joj je visoka do 10 cm. Listovi su uski, kopljasti, ušiljena vrha, skupljeni u rozete i srebrnasto bijeli. Cvat je gronja. Cvjeta u svibnju i lipnju. Ima lijepe žute cvjetove. Plodovi su sivkasti. Korijen je dug, uvlači se u pukotine stijena i pod kamenje točila. Uzgajana u kulturi, na krškoj kamenjari, nije dugoživuća i stalno se mora obnavljati. 

## Simbol
Velebitska degenija hrvatski je simbol. Nalazila se na kovanici od 50 lipa kao reljef na naličju. Na hrvatskom je popisu zaštićenih biljnih vrsta. Zaštitni je znak izuzetno bogate velebitske flore. Na Dan planeta Zemlje, 22. travnja, dodjeljuje se novinarska nagrada "Velebitska degenija" za najbolji autorski rad o zaštiti okoliša objavljen u protekloj godini u tisku, na televiziji ili na radiju.

## Prirodoslovci i velebitska degenija
Ime je dobila po mađarskom prirodoslovcu Árpádu von Degenu (1866. – 30. ožujka 1934.), koji ju je otkrio 17. srpnja 1907. Brzopleto ju je svrstao u rod Lesquerella, u kojem su američke rijetke biljne vrste, a konačno je August Edler von Hayek (14. prosinca 1871. – 11. lipnja 1928.), jedan od najboljih botaničara tog doba, degeniju svrstao u rod Degenia, u kojemu je jedina vrsta.

## Galerija slika
- Degenia velebitica, botanički vrt Dresden
- Degenia velebitica u Botaničkom vrtu u Zagrebu.

## Vanjske poveznice
- Botanički vrt PMF-a u Zagrebu; Velebitska degenija